# Wolfgang Ziegler

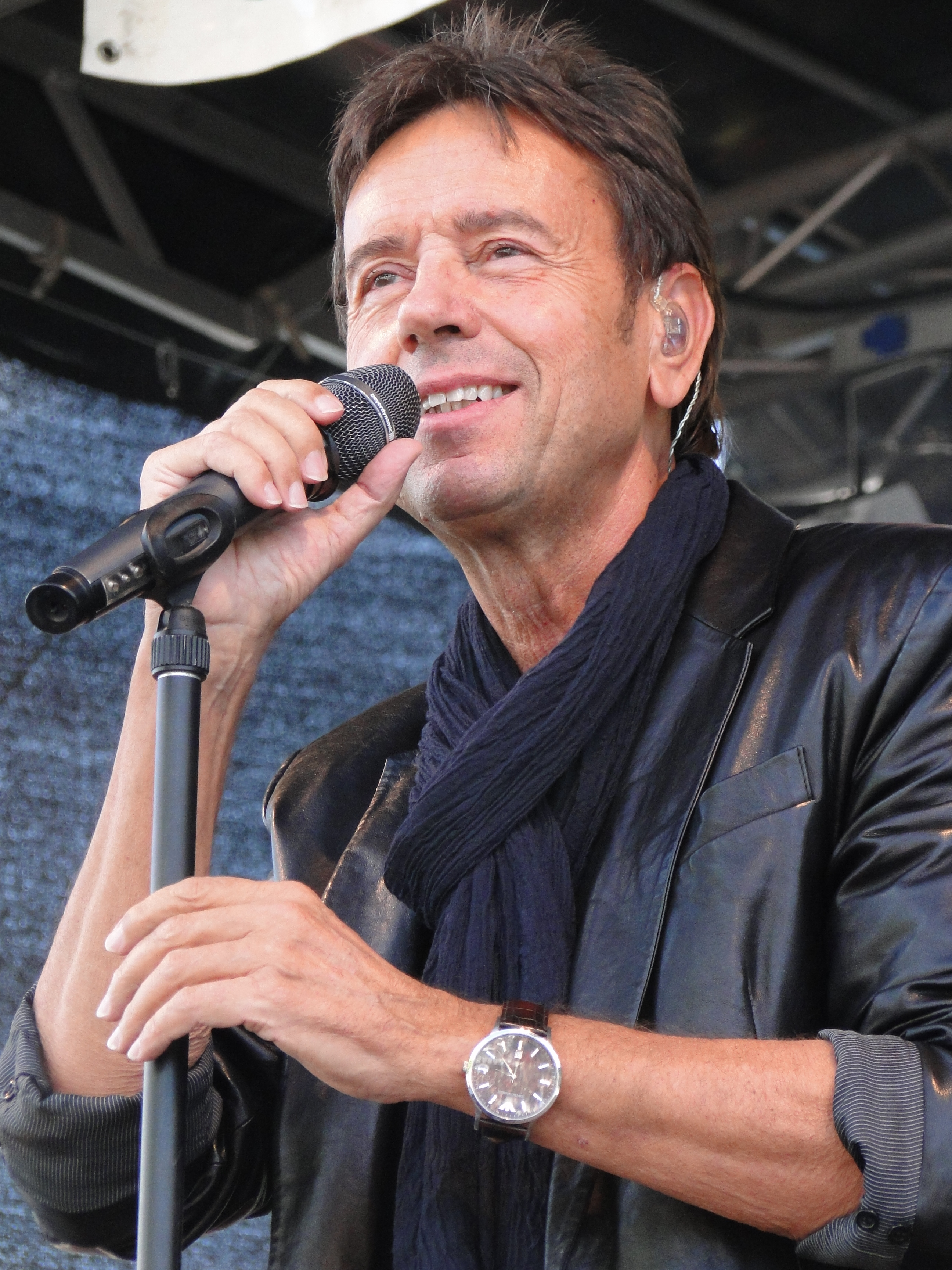
Wolfgang Ziegler 2012

Wolfgang Ziegler (* 8. Oktober 1943 in Rostock) ist ein deutscher Rock-, Pop- und Schlager-Sänger und Komponist. Über die DDR-Grenzen hinaus bekannt wurde er 1987 mit dem Titel Verdammt!

## Leben
Wolfgang Ziegler legte in der DDR das Abitur ab und absolvierte von 1963 bis 1965 eine Lehre zum Motorenbauer. Danach war er bis 1970 als Referent für kulturelle Aufgaben angestellt.
Schon in den 1960er-Jahren machte er Musik und nahm als Schüler Klavierunterricht. Aus dem Beat-Quartett, dem er angehörte, wurden 1964 die im Norden der DDR beliebten Baltics. Hier musizierte er zusammen mit Peter Zimmermann (E-Bass), Eckhard Woytowicz (Altsaxophon, Tenorsaxophon, Klarinette, Gitarre), Knud Benedict (Mellotron, Gitarre) und H.-Joachim Seering (Schlagzeug). Im Jahr 1966 schrieb er die Filmmusik für den DEFA-Film Die Reise nach Sundevit von Heiner Carow mit.
Von 1970 bis 1973 absolvierte Wolfgang Ziegler ein Gesangsstudium am Studio für Unterhaltungskunst in Ost-Berlin und Komposition an der Hochschule für Musik „Hanns Eisler“. Er gründete 1972 mit Jens Gerlach die Gruppe WIR, mit der er 14 Jahre lang zusammen auftrat.
Seit 1986 tritt Wolfgang Ziegler solo auf. Zu seinem erfolgreichsten Titel wurde Verdammt! (1987). Dazu erschien in der DDR ein Musikvideo. Im Jahr 1991 erreichte er mit dem Titel Haß mich, wenn Du kannst das bisher einzige Mal die deutschen Single-Charts (Platz 75).
Ziegler lebt in Berlin-Kaulsdorf, ist seit 1994 in dritter Ehe verheiratet und hat vier Kinder. Ein Sohn ist der Produzent Martin de Vries, welcher aus der Ehe mit der Wir-Sängerin Doris Martin (heute Doris de Vries) stammt. Seine Tochter Sabrina Ziegler war Anfang der 2000er-Jahre Gründungsmitglied der Mädchenband Samajona.

## Stil
Das Branchenmagazin MusikWoche meinte, der Spitzname „Roland Kaiser des Ostens“, der ihm von der Presse verpasst wurde, greife zu kurz. Vielmehr sei Ziegler ein eigenständiger Musiker, der „romantische Balladen mit kernigen deutschen Popsongs“ mische.

## Diskografie

### Alben mit Wir
- 1977: Im Spiegel deiner Augen (Amiga)
- 1978: Zeit (Amiga)
- 1978: Und so spielen wir woran wir glauben (Supraphon)
- 1984: Ebbe und Flut (Amiga), auch als Wenn die Flut kommt (Metronome)
- 1985: Die größten Hits (enthält drei neue Titel)

### Alben als Solist
- 1988: Halt mich (Amiga)
- 1991: Weil ich dich liebe
- 1993: Wir gehören zusammen
- 1993: Abschiedsworte
- 1997: Verführ mich
- 2003: Willkommen in meinem Leben
- 2006: Best of 30 – vom „WIR“ zum ICH (enthält vier neue Titel)
- 2008: Alles und jetzt
- 2013: Verdammt – Best of (enthält sieben neue Titel und ein neues Medley)
- 2018: Verdammt zum Glück

### Singles als Solist
- 2015: Wer die Augen schließt (wird nie die Wahrheit seh’n) 2015 (als Teil von Mut zur Menschlichkeit)
- 2022: Wunderbar